# Alexander Falk (Politiker)
Alexander Friedrich Wilhelm Falk (* 10. November 1805 in Landeshut, Provinz Schlesien; † 15. November 1887 in Hastings (Nebraska)) war ein deutscher Lehrer und Politiker.

## Leben
Alexander Falk wurde als Sohn des Pfarrers in Tribus bei Treptow und späteren Superintendenten in Landeshut Johann Gottfried Ludwig Falk und dessen Ehefrau Emma geb. Hoffmann geboren. Adalbert Falk ist sein Neffe.
Falk erhielt zunächst Unterricht durch seinen Vater und besuchte ab 1818 die Ritterakademie in Liegnitz sowie ab 1820 das Gymnasium in Hirschberg. Er studierte von 1824 bis 1826 Evangelische Theologie und ab 1826 Philologie sowie Geschichte an der Universität Breslau. 1829 wurde er dort zum Dr. phil. promoviert. 1829–1830 war er Lehramtskandidat in Breslau und lehrte am Magdalenen- und am Friedrichsgymnasium. 1830 wurde er Gymnasiallehrer in Schweidnitz. 1832–1843 war er Konrektor am Gymnasium und Vorsteher der Stadtbibliothek in Lauban. 1843–1854 war er Besitzer des Rittergutes Langendorf, Kreis Wartenberg. Von Juli bis September 1851 arbeitete er als Hilfsarbeitskraft sowie von 1852 bis 1868 als Landesökonomierat.

## Politik
Er war 1849 bis 1849 Mitglied der Deutschen Nationalversammlung (Fraktion Westendhall). 1849 nahm er am Gothaer Nachparlament teil. 1850 war er Mitglied des Volkshauses des Erfurter Unionsparlaments. 1849 bis 1852 war er Abgeordneter der Zweiten Preußischen Kammer.

## Werke
Alexander Falk war Verfasser historischer und philologischer Schriften, u. a.
- De origine Byzantii; Dissertation 1829
- Die Schicksale Laubans im Hussiten-Kriege, Lauban, 1835